# Mimela sericea
Mimela sericea är en skalbaggsart som beskrevs av Ohaus 1905. Mimela sericea ingår i släktet Mimela och familjen Rutelidae. Inga underarter finns listade i Catalogue of Life.